# Pandanus simplex
Pandanus simplex är en enhjärtbladig växtart som beskrevs av Elmer Drew Merrill. Pandanus simplex ingår i släktet Pandanus och familjen Pandanaceae. Inga underarter finns listade.